# Hernádi Judit
Hernádi Judit (Budapest, 1956. április 11. –) Jászai Mari-díjas magyar színésznő, énekesnő, érdemes művész, a Halhatatlanok Társulatának örökös tagja. Tarján Zsófia énekesnő édesanyja.

## Élete
Szülei Hernádi Árpád gyermekorvos és Szvoboda Ágnes. 1978-ban végezte el a Színház- és Filmművészeti Főiskolát, és karrierje a Vígszínházban indult. 
1980-ban Mészáros Márta, Örökség c. filmben énekelte el a Soha se mondd c. dalt ami a színésznőnek óriási népszerűséget hozott. A dal azóta is hatalmas sláger, érdekesség, hogy a rendezőnő eredetileg Kovács Katit kérte fel dal előadására, de a Kossuth-díjas énekesnő nem vállaltak és maga helyett Hernádi Juditot javasolta. 
1986 óta szabadfoglalkozású kis megszakítással (1992–94 között) a Művész Színház társulatának tagja volt. Számos filmben szerepelt, emellett rendszeresen látható különböző politikai-közéleti kabarékban, paródiaműsorokban (Heti Hetes, Gálvölgyi Show, Bajor Show, Szeszélyes évszakok), valamint szinkronszínésznőként nagyon sok filmben szerepelt.
17 évesen gyámhatósági engedéllyel ment férjhez, de két évvel később, főiskolás korában már elváltak. Aztán élettársi kapcsolatban élt Tarján Pál operaénekessel, akitől a lánya, Tarján Zsófia Rebeka született 1986-ban. Majd 12 éven át Görög László volt az élettársa, akivel 2003-ban szakítottak.
2009-ben, 2011-ben és 2012-ben ő volt a Csillag születik tehetségkutató verseny egyik zsűritagja.
Lánya, aki okleveles alkalmazott grafikus, énekesként is közreműködött a Balkan Fanatikban, valamint 2006-tól 2008-ig a Cenobite nevű együttes énekesnője volt, amely „doom-os és noisecore-os skandináv agyvelő death metált” játszott. 2012-től a HoneyBeast zenekar frontembere.
2010 áprilisában a lányával együtt léptek fel a Thália Színházban az Egy színésznő lánya című darabban, mely Verebes István Maya című, Hernádi Juditról szóló könyve alapján készült.
2017-től az Orlai Produkciós Iroda társulatának tagja.

## Színházi szerepei
A Színházi adattárban regisztrált bemutatóinak száma 109.
| Darab                      | Szerep                                | Színház                              | Bemutató             |
| -------------------------- | ------------------------------------- | ------------------------------------ | -------------------- |
| Acélmagnóliák              | Valery                                | Játékszín                            | 2011. február 25.    |
| Az ifjúság édes madara     | Kosmonopolis hercegnő                 | Soproni Petőfi Színház               | 2005. december 17.   |
| Az öreg hölgy látogatása   | Claire Zachanassian, multimilliomosnő | Miskolci Nemzeti Színház             | 2003. október 10.    |
| A pesti szín               | Kristály Alice                        | Nemzeti Színház                      | 2002. november 5.    |
| Játékország                | Jótündér                              | Népstadion                           | 2012. november 28.   |
| A velencei kalmár          |                                       | Szigligeti Színház                   |                      |
| Bánk bán                   |                                       | Gyulai Várszínház                    | 2001. május 7.       |
| Csárdáskirálynő            | Cecília                               | Dóm tér, Szeged                      | 2005. július 29.     |
| Egy csepp méz              | Helen                                 | Budapesti Kamaraszínház - Tivoli     | 2004. október 16.    |
| Édes bosszú                |                                       | Játékszín                            | 1999. április 16.    |
| Goodbye Charlie!           |                                       | Centrál Színház (volt Vidám Színpad) | 1997.                |
| Hello, Dolly!              | Mrs. Dolly Levi                       | Budapesti Operettszínház             | 1998. november 7.    |
| Jövőre, veled, ugyanitt 2. | Doris                                 | Madách Színház                       | 2007. november 30.   |
| Krúdy-keringő              |                                       | Gyulai Várszínház                    | 2004. július 27.     |
| Lüszisztráté               | Lüszisztráté                          | Szigligeti Színház                   | 1999. október 15.    |
| MM avagy Mindent Magamról  | M.M.                                  | Millenáris                           | 2009. május 27.      |
| Nyolc nő                   | Gaby, az anya                         | Játékszín                            | 2013. december 14.   |
| Osztrigás Mici             | Osztrigás Mici                        | Szigligeti Színház                   |                      |
| Play Strindberg            | Alice                                 | Thália Színház                       | 2006. szeptember 29. |
| Sok hűhó semmiért          | Beatrice, Leonato unokahúga           | Szigligeti Színház                   | 2001. január 19.     |
| Szakíts, ha bírsz          |                                       | Mikroszkóp Színpad                   | 2008. február 28.    |
| Szemfényvesztés            | Rita Argot                            | Centrál Színház (volt Vidám Színpad) | 2006. december 31.   |
| Szentivánéji álom          | Titánia, a tündérek királynője        | Szegedi Nemzeti Színház              | 2001.                |
| Szép kilátás               | Ada von Stetten bárónő                | Miskolci Nemzeti Színház             | 2005. szeptember 30. |
| Szerelem, ó!               |                                       | Játékszín                            | 2000. június 10.     |
| Utazás az éjszakában       |                                       | Pesti Színház                        | 1994. október 8.     |

## Filmjei

### Játékfilmek
| - Holnap lesz fácán (1974) ... A flegma lány (Jolika) - Ereszd el a szakállamat! (1975) - Ki látott engem? (1977) - Küszöbök (1978) - Az erőd (1979) ... Klotild - A Pogány Madonna (1980) - Örökség (1980) - Mephisto (1981) - Fogadó az „Örök világossághoz” (1982) - Egymásra nézve (1982) - Viadukt (1983) - Szaffi (1984-rajzfilm) - Egy kicsit én, egy kicsit te (1984) - Akli Miklós (1986) - Az utolsó kézirat (1987) - Szamárköhögés (1987) - Amerikából jöttem… (1989) - Szereposztás (1991) | - A Skorpió megeszi az ikreket reggelire (1992) - Ébredés (1994) - A Brooklyni testvér (1994) - Szamba (1996) - A vörös bestia (1996) - Szeressük egymást gyerekek! (1996) - A miniszter félrelép (1997) - Ámbár tanár úr (1998) - A hal (1998) - Max (2003) - Boldog Születésnapot! (2003) - Pata-csata (2005) ... hang - Le a fejjel! (2005) - A Hét nyolcadik napja (2006) - Hasutasok (2007) - S.O.S. Szerelem (2007) - A Nyugalom (2008) - A legjobb dolgokon bőgni kell (2021) - Nagykarácsony (2021) |

### Tévéfilmek
| - Tiszta Kabaré! - Antalosdi - A bál - Kész cirkusz - Kulisszatitkok - Küszöbök (1978-tévésorozat) - Disco, disco, disco (1979) - Hol colt, hol nem colt (1980) - Szeszélyes évszakok (1981-től szórakoztató magazin) - A filozófus (1981) - Róza néni elintézi (1982) - A canterville-i kísértet (1982) - Humorista a mennyországban (1982) - Mint oldott kéve (1983-tévésorozat) - Veszett kutyák (1984) - Szálka, hal nélkül (1984-tévésorozat) - Hanyatt-homlok (1984) - Csendélet (1984) | - T.I.R. 1–12. (1984, tévésorozat) - Kémeri 1–5. (1985, tévésorozat) - Öcsi, a sztár (1988) - Álombolt (1988) - Vadkacsavadászat (1989) - Edith és Marlene (1992) - Uborka (1992–2002, szórakoztató műsor) - Rizikó (1993, tévésorozat) - Süni és barátai (1995-bábsorozat) - Szerencsi, fel! (1997) - Heti Hetes (1999–2012 az RTL Klub műsora) - Pasik! (2000–2003 között készült tévésorozat) - A Mester és Margarita (2005) - Kire ütött ez a gyerek? (2007) - Presszó (2008, tévésorozat) - butiquehotel.hu (2015, tévésorozat) - Keresztanyu (2021–2022, tévésorozat) - Drága örökösök – A visszatérés (2022–2024, tévésorozat) - Apatigris (2023, tévésorozat) |

## Lemezei
- Sohase mondd (1982)
- Fehéren-feketén (1983)
- Levetett blues (1997)

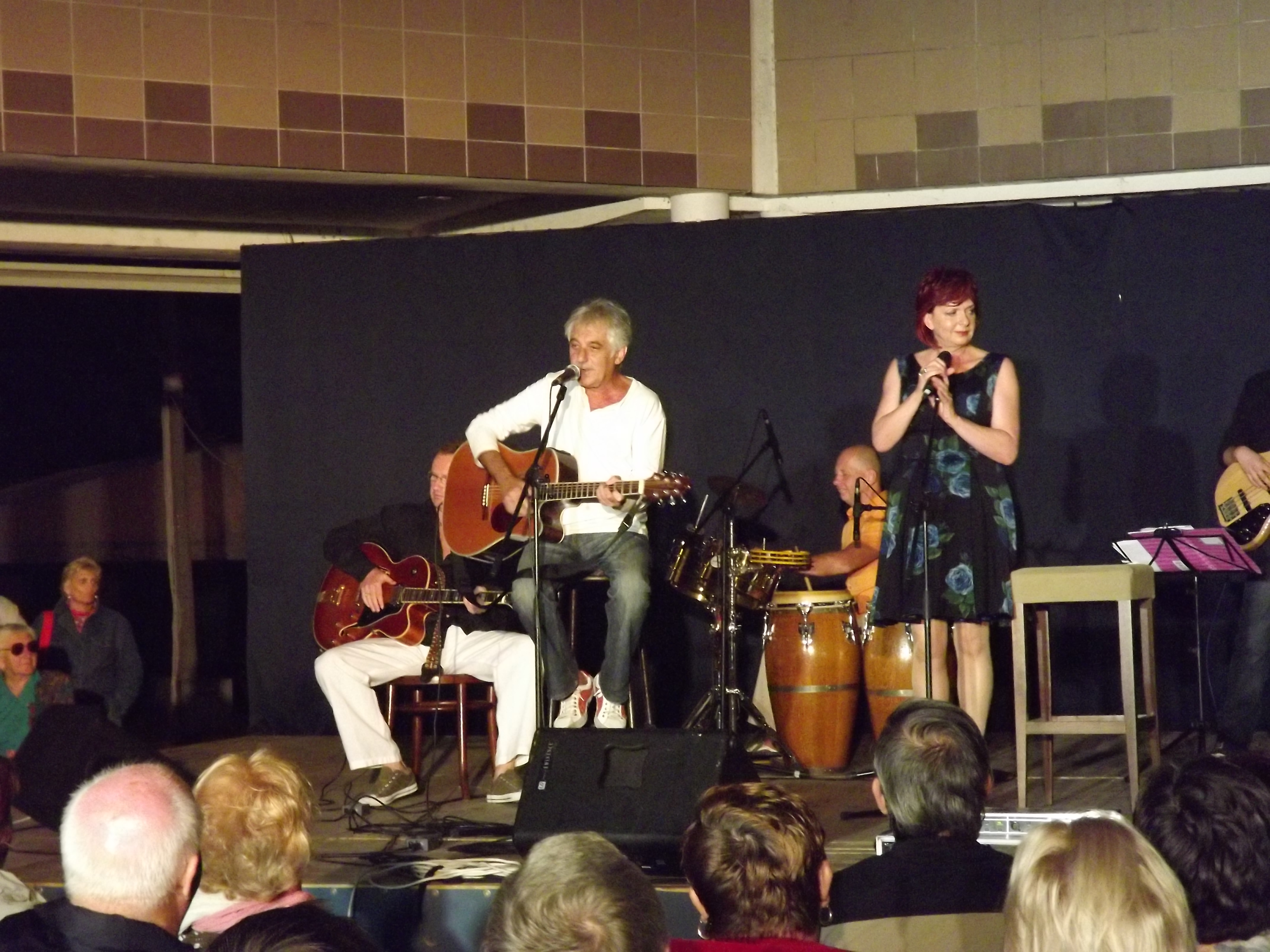
2012 júliusában Hévízen tartott estjén Heilig Gáborral együtt a színpadon

- Kernádi (2001) – Kern Andrással közösen[11]
- Ráadás (2006)

## CD-k és hangoskönyvek
- A császár új ruhája és más Andersen mesék
- Karácsonyi ajándék
- Kormos István: Mese Vackorról, egy pisze kölyökmackóról
- Kormos István: Vackor az első bében
- Lázár Ervin: Szegény Dzsoni és Árnika
- Lőcsei Judit: Szerelem, szex, hatalom
- Fánk történetek

## Könyvek
- Verebes István: Maya (vizsgálat, fejtegetés, vallomás és ábrándképek), Ulpius-ház, Budapest (2009)
- Hernádi Judit – Tarján Zsófia: Ne maradjon kettőnk között, Open Books, Budapest (2021)

## Díjak és kitüntetések
- Színikritikusok Díja – legjobb női mellékszereplő (1981)
- Varsányi Irén-emlékgyűrű (1983)
- Ajtay Andor-emlékdíj (1983)
- Jászai Mari-díj (1986)
- Erzsébet-díj (1992)
- Déryné-díj (1993)
- Magyar Filmkritikusok Díja – Legjobb női epizódszereplő (1996)
- Érdemes művész (1998)
- Déri János-díj (2002)[12]
- Radnóti Miklós antirasszista díj (2002)
- Súgó Csiga díj (2002)
- A Magyar Köztársasági Érdemrend tisztikeresztje (2007)
- Colombina-díj – A legjobb női alakításért (Mindent Éváról) (2016)
- Színikritikusok Díja – A legjobb női főszereplő (A félelem megeszi a lelket) (2018)[13]
- Psota Irén-díj (2018)[14]
- Örökös tag a Halhatatlanok Társulatában (2020)
- Pro Urbe Budapest díj (2021)[15]
- Colombina-díj – A legjobb női alakításért (Kalamazoo) (2023)[16]

## Érdekességek
- Soha nem tanult meg biciklizni. (Heti Hetes)
- Középiskolás korában egyszer kirúgták, mert gyakran elaludt az órákon, és emiatt túl sok igazolatlan órát szerzett. (Heti Hetes, 2001)